# كوستا دي ميزات
كوستا دي ميزات ( برغاماسك : كوستا دي ميزات ) هي إحدى مدن مقاطعة (محافظة) بيرغامو في لومباردي بإيطاليا . البلديات المجاورة هي ألبانو سانت أليساندرو وبجناتيكا وبولغار وكالسينت وجورلاغو ومونتيلو .